# Annika Kyröläinen
Annika Kyröläinen (1998) è una giocatrice di football americano finlandese, che gioca come runningback per le Oulu Northern Lights..